# Howard Andrew
Howard Andrew (Hollywood, 15 agosto 1934 – San Francisco, 12 gennaio 2021) è stato un giocatore di poker statunitense.

## Biografia
Detiene il record di partecipazioni consecutive alle WSOP: dal 1974 ha preso parte a 38 edizioni sino al 2011.
Andrew divenne famoso per aver vinto i suoi due braccialetti alle WSOP 1976 in due giorni consecutivi, sempre nella stessa specialità, nell'evento $2.500 No-limit Hold'em e nell'evento $1.000 No-limit Hold'em.
Alle WSOP 1984 centrò il tavolo finale del Main Event, concludendo il torneo in ottava posizione guadagnando 26400 $.
Al gennaio 2012 le sue vincite totali nei tornei live superavano i 1399540 $.

## Premi e riconoscimenti
| Anno | Torneo                  | Premio  |
| ---- | ----------------------- | ------- |
| 1976 | $2.500 No-limit hold'em | 28000 $ |
| 1976 | $1.000 No-limit hold'em | 23600 $ |